# Хотел за инсекте
Хотел за инсекте назив је за вештачку грађевину направљену од природних материјала, најчешће дрво и/или стабљике трске, која пружа могућност за настањивање и прављење гнезда великом броју инсеката. Величина и врста материјала од ког је хотел направљен зависе од тога за које врсте ће хотел првенствено бити направљен.

## Циљеви
Хотеле за инсекте најчешће користе баштовани и произвођачи воћа, у циљу што бољег опрашивања биљака (воћарских култура, поврћа, украсних биљака...).
Такође, хотеле за инсекте подижу и ентомолози и љубитељи природе, у циљу повећана бројности инсеката.

## Инсектипосетиоци
Од инсеката посетилаца присутне су многе врсте солитарних пчела и оса, поједини двокрилци, тврдокрилци, стенице, ухолаже и слично. Заправо, у различитим годишњим добима хотел може бити насељен различитим врстама инсеката. Поједини инсекти, као на пример ухолаже, у овим хотелима могу да потраже привремено склониште током дана, док са друге стране солитарне пчеле у оваквим хотелима граде гнезда у која полажу јајашца и развијати ларве. Многи инсекти у оваквим хотелима врше хибернацију током зиме.

### Опнокрилци
Од опнокрилаца најзначајнији посетиоци су солитарне пчеле и осе. Најчешћи посетилац оваквих хотела је управо и пчела воћњака (Osmia cornuta), врста коју изузетно цене произвођачи воћа. Имаго излеће крајем зиме и присутна је током пролећа (март-мај), и значајан је опрашивач како воћа тако и свих осталих биљака које цветају у овом периоду. На сличан начин живи и њој слична Osmia rufa која је такође позната као добар опрашивач. Присутне су још и многе врсте из родова Megachile, Centris, Xylocopa... Од солитарних оса, ове хотеле често посећују врсте из фамилија Sphecidae, Chrysididae, Crabronidae...

### Двокрилци
Међу двокрилцима чести посетиоци су Anthrax anthrax, поједине врсте из фамилија Muscidae, Calliphoridae, Sarcophagidae...

### Тврдокрилци
Током касне јесени и зиме у овим хотелима место за хибернацију траже многе врсте бубамара (Harmonia axyridis, Coccinella septempunctata). Могу се срести и поједине Tenebrionidae и Carabidae. Ларве многих тврдокрилаца се хране дрветом, трском, бамбусом или неким другим природним материјалом од ког је хотел изграђен.

### Лептири
Поједине врсте лептира хибернацију проводе у стадијуму имага, а многе од тих врста зимују управо у оваквим хотелима. Такве си на пример Адмирал (Vanessa atalanta), Дневни пауновац (Aglais io), Копривар (Aglais urticae), Бело оцило (Polygonia c-album), Краљев плашт (Nymphalis antiopa), Многобојац (Nymphalis polychloros).

### Осталибескичмењаци
Поред инсеката, ове хотеле насељавају и многи други бескичмењаци, попут паукова, мокрица, стонога, пужева...